# Kristianstad (condado)
O Condado de Kristianstad (sueco: Kristianstads län) foi um condado da Suécia até 31 de dezembro de 1996, quando foi unido ao condado de Malmöhus para formar o atual condado da Escânia.
A sua área abrangia o nordeste da província histórica da Escânia e uma pequena parte da Halland. Incluia as cidades de Kristianstad, Simrishamn, Hässleholm e Ängelholm. A sua capital era a cidade de Kristianstad.

O antigo condado de Kristianstad
O antigo condado de Malmöhus
O novo condado da Escânia

## Lista de Governadores
- Samuel von Hylteen (1719-1738)
- Nils Silfverskiöld (1739-1745)
- Christian Barnekow (1745-1761)
- Carl Axel Hugo Hamilton (1761-1763)
- Reinhold Johan von Lingen (1763-1772)
- Axel Löwen (1773-1776)
- Gabriel Erik Sparre (1776-1786)
- Carl Adam Wrangel (1786-1803)
- Eric von Nolcken (1803-1811)
- Axel de la Gardie (1811-1838)
- Georg Ludvig von Rosen (1838-1851)
- Knut Axel Posse (1852-1856)
- Emil von Troil (1856-1859)
- Axel Ludvig Rappe (1860-1866)
- Axel Trolle-Wachtmeister (1866-1883)
- Magnus Gabriel de la Gardie (1883-1905)
- Louis De Geer (1905-1923)
- Johan Nilsson (1923-1938)
- Alvar Elis Rodhe (1938-1947)
- Per Westling (1947-1963)
- Bengt Petri (1964-1979)
- Lennart Sandgren (1979-1984)
- Einar Larsson (1985-1989)
- Anita Bråkenhielm (1990-1996)
- Hans Blom (1996)